# Schwan-stabilo
Schwan-STABILO — немецкий производитель пишущих инструментов, принадлежностей для рисования, косметических карандашей. Компания выпускает ручки, карандаши, фломастеры, маркеры. Является крупнейшим в мире производителем текстовыделителей (Stabilo Boss).

## История
Компания была основана как Grossberger & Kurz Bleistiftfabrik (карандашная фабрика) в Нюрнберге в 1855 году и приобретена семьей Шванхойсер в 1865 году. Она была переименована в «Schwan Bleistiftfabrik» по первой части фамилии владельца компании и начала использовать логотип лебедя как одну из первых торговых марок.
В 1927 году компания запустила производство косметических карандашей. Эта часть бизнеса выросла и стала занимать значительную долю в компании с 1970-х годов. В 1967 году было создано совместное немецко-малайзийское предприятие Swan Malaysia Sdn Bhd в Малайзии. Компания изменила название на Schwan-Stabilo в 1976 году и Stabilo International в 2005 году.
Она имеет три завода: в Вайсенбурге (Бавария, Германия), Джохор-Бару (Малайзия), и с 1991 года в Ческом Крумлове (Чешская Республика). Косметические карандаши производятся в головном офисе компании в Херольдсберге, Германия, и Чешской республике, и продаются как продукты OEM, а не как бренд Stabilo. Общая занятость сотрудников в 2006 году составляла 3000 человек. В том же году прибыль компании достигла 260 млн евро. В 1971 году Stabilo выпустила первый в мире текстовыделитель и является лидером европейского рынка в этой категории продуктов.

### Структура Schwan-STABILO Group
| Подразделение            | Производство                                        |
| ------------------------ | --------------------------------------------------- |
| Stabilo                  | цветные карандаши, ручки, маркеры, текстовыделители |
| Schwan-Stabilo Cosmetics | косметика                                           |
| Stabilo-Promotions       | ручки, маркеры, текстовыделители                    |
| Deuter                   | рюкзаки                                             |
| Ortovox                  | горное снаряжение                                   |

### Даты
2015. STABILO представляет современный инструмент для написания заметок Stabilo DigiPen на технологическом шоу CES 2015. Шариковая ручка считывает то, что пишет пользователь, и преобразует надпись в цифровой текст. Она работает на любом виде бумаги без использования специальных блокнотов. Stabilo DigiPen распознает 2.048 уровней нажима и имеет датчик движения для распознавания букв.
2011. 40 лет с момента выпуска текстовыделителя STABILO BOSS. В июне Schwan-STABILO приобретает Ortovox.
2009. STABILO расширяет своё присутствие на новых мировых рынках, постоянно увеличивает продуктовую линейку. Значительную часть ресурсов отводит на исследования и разработку инноваций в ключевых областях, в том числе окружающей среде и эргономике.
2006. STABILO расширяет бизнес за счёт приобретения Equipment Company,Deuter.
2005. 150 лет со дня основания STABILO.
2004. STABILO решат сосредоточиться на стратегии инновационных пишущих инструментов и стать брендом, который выбирает молодёжь.
1998. Себастьян Шванхойсер становится управляющим директором подразделения STABILO, занимающегося выпуском пишущих принадлежностей. Он представляет пятое поколение семьи Шванхойсер в управлении компании.
1996. 1 миллиард текстовыделителей STABILO BOSS Original подано в мире с момента запуска, что больше чем 1 штука в секунду.
1995. Schwan-STABILO переезжает в современное здание в Херольдсберге.
1992. Schwan-STABILO подразделяется на две компании: Schwan-STABILO Cosmetics (косметика) и Schwan-STABILO (письменные принадлежности + рекламная продукция). Новое производство создаётся в Чески-Крумлов, Чехия.
1990. 500 миллионов текстовыделителей STABILO BOSS продано с момента запуска в 1971 году.
1986. Для повышения конкурентоспособности Schwan-STABILO увеличивает инвестиции в производственные мощности. С новым центром в Вайсенбурге, Schwan-STABILO становится более передовой технически, повышая качество продукции и услуг.
1977. Schwan-STABILO выпускает капиллярную ручку по доступной цене для использования в офисах и школах. STABILO Point 88 с оранжевым корпусом и белыми полосами быстро становится культовой. Начиная с четырёх, её цветовой ряд расширяется до 25 оттенков.
1976. Компания переименовывается в Schwan-STABILO в честь семьи Шванхойсер.
1971. Во время поездки руководства компании в Соединенные Штаты рождается идея создания текстовыделителя. Фломастер с флуоресцентными чернилами используется для выделения важной информации в тексте. Революционная концепция была запущена в 1971 году под названием STABILO BOSS.
1968. Успех STABILO OHPen 906 и STABILO Pen 68 подвигает компанию на разработку планов по разработке новых пишущих инструментов.
1960. Рост линейки пишущих инструментов из пластика, в том числе шариковых ручек, фломастеров и т. д.
1956. Начало выпуска STABILO All, профессионального карандаша, который может быть использован для письма на большинстве поверхностей (бумага, пластик, металл, стекло и т. д.).
1955. 100 лет со дня основания Schwan Bleistift Fabriek.
1953. На рынке появляются шариковые ручки, уменьшая долю продаж чёрнографитных карандашей. Владелец компании Шванхойсер принимает решение о начале производства письменных принадлежностей на основе чернил.
1949. Перестройка завода, разрушенного во время Второй мировой войны, возобновление бизнеса.
1935. Создание рекламного подразделения для изготовления продукции в рекламных целях.
1930. Разделение линии по производству карандашей на три категории в зависимости от их качества. STABILO Othello для самых требовательных клиентов, STABILO Swano, нетоксичные чёрнографитные карандаши для детей и первые акварельные карандаши.
1909. Разработка первого карандаша для бровей — Dermatograph.
1906. Участие в выставке в Нюрнберге, для которой изготавливается карандаш более 30 метров в высоту, демонстрируя успешное развитие компании.
1880. Компания становится одним из ведущих производителей карандашей в Баварии. Большинство продукции экспортируется в страны дальнего зарубежья (Россия, Египет, Греция и другие).
1875. Первая часть фамилии владельца компании подвигает к созданию логотипа, который используется по сей день: лебедь (der Schwan — «дер Шван» на немецком языке). Первый в истории химический карандаш сходит с производственных линий, продукт, на который был зарегистрирован патент.
1865. Во главе компании становится Густав Адам Шванхойсер. Благодаря его техническим и деловым навыкам предприятие начинает двигаться вперёд.
1855. Schwan-STABILO создается как карандашная фабрика в городе Нюрнберг (Германия) под названием «Großberger und Kur».